# Giulio Gaetano Pugnani

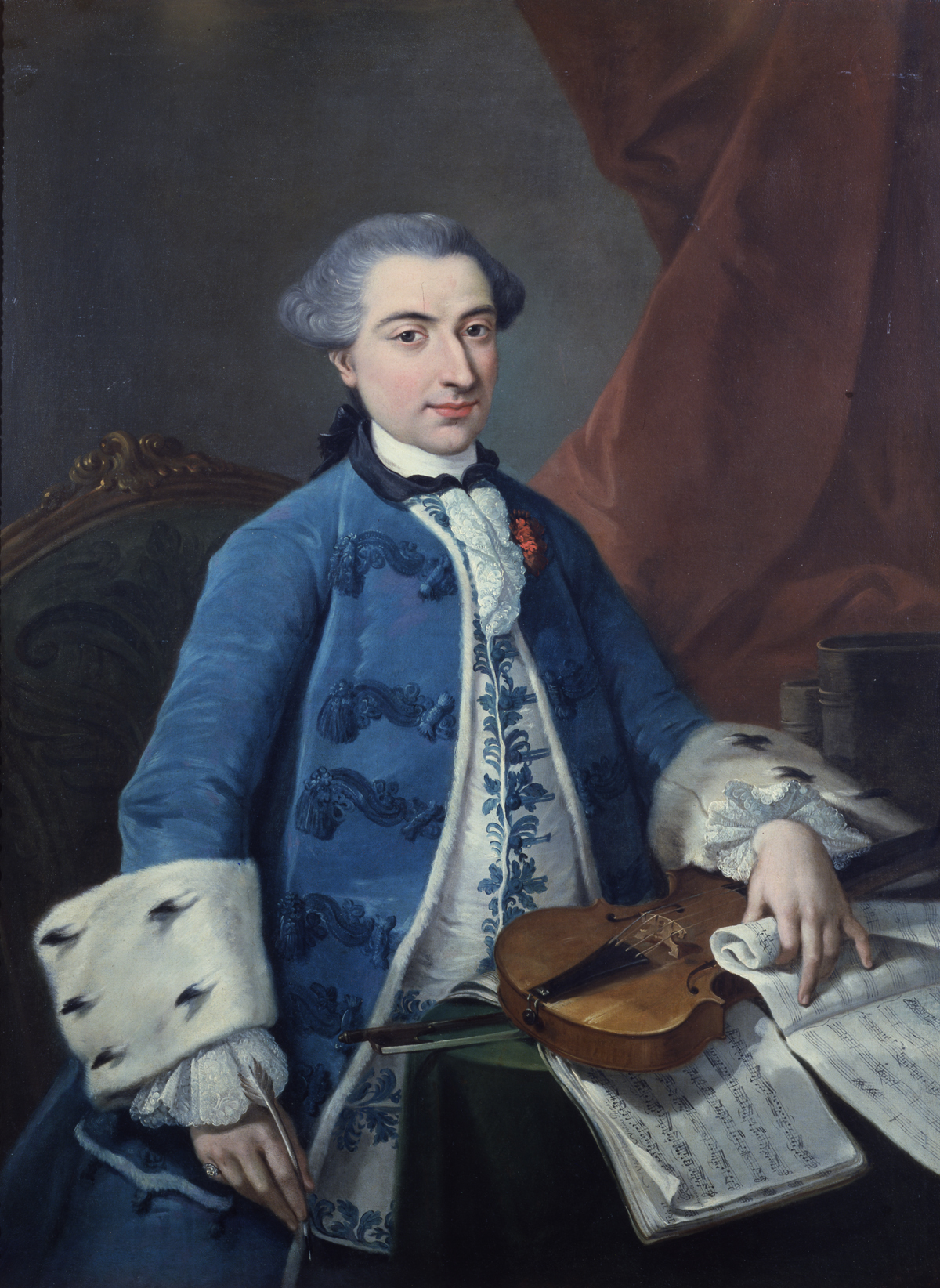
Giulio Gaetano Pugnani

Giulio Gaetano Gerolamo Pugnani (Turijn, 27 november 1731 - Turijn, 15 juli 1798) was een Italiaans violist en componist.

## Levensloop
Pugnani is geboren in Turijn en kreeg vioollessen van Giovanni Battista Somis. Rond 1748 werd hij violist aan het Teatro Regio in Turijn. Vanaf 1750 was hij de eerste violist van het Turijnse hoforkest. Vier jaar later ging Pugnani regelmatig op concertreis en speelde onder andere in het Concert spirituel in Parijs, evenals in Nederland, Duitsland en Londen. Als vioolvirtuoos kreeg hij veel lof. Pugnani was ook een verdienstelijk componist maar wist als componist nooit de roem te evenaren die hij als vioolspeler verworven had.
Van 1767 tot 1770 was Pugnani dirigent van het King's Theatre in Londen. Hij keerde terug naar Turijn en werd in 1770 concertmeester en dirigent van het hoftheater. Zes jaar later werd hij daar muziekintendant en kamercomponist. Vanaf 1770 ging Pugnani ook vioolles geven. Zijn bekendste leerling was Giovanni Battista Viotti, met wie hij van 1780 tot 1782 opnieuw een lange concertreis maakte, die hem naar Zwitserland, Dresden, Warschau en zelfs Rusland bracht.
Pugnani componeerde onder meer 6 vioolconcerten, symfonieën, kamermuziek, militaire marsen, aria's, 2 cantates en een oratorium. Verder zijn er van hem 6 opera's bewaard gebleven.

## Trivia
Fritz Kreisler 'leende' de naam van Pugnani om een paar stukken bij een uitgever gepubliceerd te krijgen (zoals Kreislers Praeludium en Allegro en Tempo di Minuetto), maar in 1935 onthulde Kreisler dat het feitelijk eigen composities van hemzelf betrof.

## Composities

### Orkestrale werken
- 6 Ouvertures (symfonieën) op. 4 (1768-1770) [nr. 1 in Es (Z 18); nr. 2 in F (Z 28); nr. 3 in A (Z 31); nr. 4 in B (Z 33); nr. 5 in Es (Z 19); nr. 6 in F (Z 29)][2]
- 6 Ouvertures (symfonieën) op. 8 (ca. 1769) [nr. 1 in D (Z 13); nr. 2 in Es (Z 20); nr. 3 in B (Z 44); nr. 4 in Es (Z 21); nr. 5 in A (Z 32); nr. 6 in Es (Z 22)]
- Symfonieën: in D (Z 15), in G (Z 30), in Bes (Z 35), in Bes (Z 37), in B (Z 38); in C (sine Z); in D (sine Z); in D (sine Z); in Es (sine Z); in Bes (sine Z)
- Ouvertures: in D (Z 14 - 1772), in Es (Z 23)
- Sinfonia Concertante in Bes (Z 36)
- Caccia in D (Z 16)
- Quintetten: in C (Z 11), in C (Z 12), in D (Z 17), in Es (Z 25), in Es (Z 26)
- Melologo Werther (orkestsuite) (ca. 1795)

### Concerten
- Concerten voor viool en orkest: in Es (Z 39), in E, in D, in D, in D, in A (ca. 1783)
- Concert voor 2 violen en orkest in D

- Bibsys: 5067400
- Biblioteca Nacional de España: XX1728957
- Bibliothèque nationale de France: cb147851947 (data)
- CiNii: DA10722431
- Gemeinsame Normdatei: 122635388
- International Standard Name Identifier: 0000 0000 8360 845X
- Library of Congress Control Number: nr88003883
- Nationale Bibliotheek van Letland: 000117021
- MusicBrainz: 6394bece-8397-4d66-8610-7feb6b0e23de
- Bibliotheek van het Japanse parlement: 00901993
- Nationale Bibliotheek van Tsjechië: jn20020215002
- Nationale bibliotheek van Australië: 35732402
- Nationale Bibliotheek van Israël: 987007266740205171
- Nederlandse Thesaurus van Auteursnamen: 145327183
- Réseau des bibliothèques de Suisse occidentale: 02-A000133905
- Istituto Centrale per il Catalogo Unico: SBLV315965
- SNAC: w6gx5fhg
- Système universitaire de documentation: 080585086
- Trove: 1062421
- Union List of Artist Names: 500189709
- Virtual International Authority File: 17488405
- WorldCat: E39PBJjxv7jqbtb7bWd3PmCqQq